# 20 thermidor
20 messidor 20 fructidor
Le décadi 20 thermidor, officiellement dénommé jour de l'écluse, est le 320e jour de l'année du calendrier républicain.
C'était généralement le 7e jour du mois d'août dans le calendrier grégorien.